# Danza griega

Ilustración de una bailarina de la Antigua Grecia.

La danza griega es una parte de la cultura griega. Para ellos eran las expresiones de los sentimientos (tristeza, alegría, amor, etc.) Algunos de esos bailes se bailaban en todo el territorio griego como el kalamatianos y tesamikos.

## Historia del baile griego
Se cree que nació cuando Teseo, quien se metió en el laberinto Knossos para rescatar a su amada Ariadna, regresó a su país, se dirigió al dios Delos y como ofrenda bailó como una serpiente en representación de todo a lo que se había enfrentado en su camino. El apogeo de la danza se efectuó durante la edad clásica, en que más de 200 danzas religiosas, atléticas, dramáticas y populares eran ejecutadas en el teatro, en el estadio y en el templo; siendo cuando Terpsícore, la musa de la danza, era más apreciada y honrada. Cuando Casiopea, reina de Etiopía, ofendió a la diosa Hera, y tuvo que dar a su hija en sacrificio, los habitantes ejecutaron las bellas danzas de Andrómeda a la orilla del mar, en donde se esperaba la llegada del Kráken (titán marino) para devorar a la bella Andrómeda y salvar el reino. Tras la victoria de Perseo sobre este monstruo marino, y por haber rescatado a su amada, el pueblo se llenó de júbilo, ejecutando danzas de alegría.

## Algunas danzas
De todas las danzas de la antigua Grecia, alrededor de 30 han llegado a nuestros días. Los pasos y los movimientos de los bailarines eran muy parecidos a los que caracterizan las danzas griegas de hoy.
- Rembétika: originada cuando los griegos que emigraron a Turquía regresaron a Grecia tras ser expulsados después de la guerra. Se afincaron en los arrabales de Atenas y Salónica e iniciaron el movimiento rembétiko, que hace referencia a manifestar la tristeza. Los griegos repatriados reciclaron varios ritmos tradicionales para expresar las problemáticas del hombre y la mujer de la gran ciudad. A este grupo pertenecen danzas como el hasápiko, hassaposerviko, tsifteteli o el sirtaki popularizado por la película Zorba el griego.
- Hasapiko: Fue la danza de la Asociación de Carniceros de Constantinopla durante el periodo bizantino, aunque luego se la conoció como Makelarikos (carnicero). La danza se realiza con las manos en los hombros de los compañeros, los bailarines improvisan el orden de las variaciones, comunicándose con palmadas en los hombros.
- Tsestos: Danza procedente de la frontera con Bulgaria. Fue adoptada por los griegos expulsados de Bulgaria tras la Primera Guerra Mundial. La bailan hombres y mujeres. Comienza con un ritmo moderado, y tiene numerosas figuras que se van encadenando una tras otra.

## Instrumentos de los griegos
- Sistro: De percusión metálica, el instrumento tiene forma de aro. Es atravesado por varillas, cuyos elementos móviles golpean contra el marco cuando se sacude en el instrumento. Es el nombre que recibe este instrumente idiófono sacudido, muy similar a las sonajas. Tiene forma de herradura, con unas varas de metal que la atraviesan y sostienen unas piezas, también de metal y con forma de crótalos.
- Platos: Dos platos o discos que cuando se sacuden vibran.
- Sofá: Es un cuerno de camero para los hebreos esto simbolizaba la expiación de Dios.
- Crótalos: Instrumentos de percusión.
- Oboe: Instrumento musical de viento hecho de madera y provisto de doble lengüeta, cuyo tubo termina en un pequeño pabellón.
- Aulós: se trata de un instrumento de gran importancia para la sociedad griega. Constaba de dos cilindros construidos en madera de caña, cada uno de los cuales tenía una lengüeta simple de caña de junco con una boquilla en forma de bulbo. Aunque podían utilizarse por separado, lo más común era ejecutar este doble instrumento con sus dos partes simultáneamente.
- Órgano hidráulico: Instrumento musical de viento y teclado; usado principalmente en las iglesias
- Vina: Instrumento con 4 cuerdas.
- (Chelys o lira griega):la lira es un instrumento cordófono de cuerda pulsada. Consta de una caja de resonancia, originalmente fabricada con caparazones de tortuga, y un número variable de cuerdas según la época. Se tocaba con las manos.
- (Cítara):es un pariente de la lira. Su caja de resonancia es de madera, y algo más grande. Este instrumento ha evolucionado hasta convertirse en la actual guitarra.
- (Magadis):otro cordófono de cuerda pulsada. Este instrumento constaba originalmente de veinte cuerdas, pero evolucionó hasta tener cuarenta. Se lo considera el principal antecesor del arpa actual.
- (Salpinx):este aerófono de boquilla de metal es un antepasado de las trompetas.Constaba de un cubo cónico que sonaba haciendo vibrar los labios en su boquilla con forma de copa.
- (Siringa o sirinx): también conocida como flauta de pan, debido al mito que explica su origen. Este aerófono de bisel, de sonido dulce, está formado por una serie de cilindros yuxtapuestos y ordenados en función de su longitud. Cada tubo genera una nota al soplar.
- (Tympanon):instrumento membranófono de sonido indeterminado. Es el antepasado de todos los tambores actuales, como los timbales(que adoptan su nombre), la caja o los tamboriles. Se sostiene con una mano y se toca con la otra, como el bodhran, un instrumento típico de la música celta, que es más habitual tocar con una baqueta corta.
- (Hydraulos o Hydraulis): es el antepasado del órgano actual. Este órgano primitivo funcionaba mediante un ingenioso sistema por el que se introducía agua en un receptáculo sellado: conforme el agua entraba en el tanque, el aire desplazado salía por un tubo a presión y se hacía pasar por los tubos del instrumento.